# Великие курортные города Европы
Великие курортные города Европы — объект Всемирного наследия ЮНЕСКО, состоящий из 11 курортных городов в семи европейских странах, созданных вокруг природных источников минеральной воды.
С начала XVIII века до 1930-х годов в Западной Европе наблюдался рост культуры спа и купания, что привело к строительству изысканных купален. Они часто включали сады, казино, театры и виллы, окружающие источники и бани. Английский город Бат был первоначально включен в Список всемирного наследия ЮНЕСКО в 1987 году.
Усилия по включению Великих курортов Европы в Список всемирного наследия начались в 2012 году, номинация подана в 2019 году. 4 июля 2021 года Великие курорты Европы были официально включены в Список всемирного наследия ЮНЕСКО.

## Список
| Город             | Страна         | ID       | Picture |
| ----------------- | -------------- | -------- | ------- |
| Баден             | Австрия        | 1613-001 |         |
| Спа               | Бельгия        | 1613-002 |         |
| Франтишкови-Лазне | Чехия          | 1613-003 |         |
| Карловы Вары      | Чехия          | 1613-004 |         |
| Марианске-Лазне   | Чехия          | 1613-005 |         |
| Виши              | Франция        | 1613-006 |         |
| Бад-Эмс           | Германия       | 1613-007 |         |
| Баден-Баден       | Германия       | 1613-008 |         |
| Бад-Киссинген     | Германия       | 1613-009 |         |
| Монтекатини-Терме | Италия         | 1613-010 |         |
| Бат               | Великобритания | 1613-011 |         |